# Асоціація радянських есперантистів

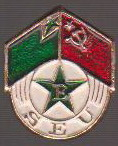
Значок АРЕ

Асоціація радянських есперантистів (АРЕ; рос. Ассоциация советских эсперантистов, АСЭ) — перша офіційна організація есперантистів у Радянському Союзі після 1930-х років. Існувала з 1979 по 1989 роки під керівництвом професора мовознавства Магомета Ісаєва.

## Передісторія
Першим усесоюзним об'єднанням есперантистів був Союз есперантистів радянських республік (есп. Sovetrespublikara Esperantista Unio, SEU), розгромлений 1937 року.
Деяке «потепління» відбулося у часи хрущовської «відлиги». 1962 року при Спілці радянських товариств дружби і культурних зв'язків із зарубіжними країнами (СРТД) була створена Комісія есперанто. Головними напрямами її роботи були туристичні групи і делегації на Всесвітні конгреси есперантистів (вперше в 1963 на 48-й конгрес у Софії), видання суспільно-політичних та мистецьких брошур та альманаху «За мир», додатків на есперанто до газети «Московські новини». Однак ця комісія була далека від есперантистів, не цікавилася їхніми турботами і потребами.
Радянський молодіжний рух есперантистів (есп. Sovetia Esperantista Junulara Movado, SEJM), що діяв у 1965—1979 роках, не мав офіційного статусу.

## АРЕ
У тоталітарному СРСР, де панувала вертикальна адміністративна система під контролем компартії, серйозної діяльности поза цією системою бути не могло. Тому радянські есперантисти прагнули інституціоналізувати есперанто в рамках урядової структури.
1978 року Секретаріат ЦК КПРС розглянув пропозиції міжнародного, агітаційно-наукового відділів ЦК КПРС і доручив СРТД за сприяння ВЛКСМ (комсомолу) і ВЦСПС (профспілок) підготувати документи для створення всесоюзної асоціації есперантистів. 27 грудня 1978 року Бюро Президії СРТД, Секретаріат ВЦСПС і Секретаріат ЦК ВЛКСМ ухвалили рішення про організацію Асоціації радянських есперантистів (АРЕ).
Установча конференція АРЕ відбулася 14 березня 1979 в Будинку дружби з народами зарубіжних країн (Москва, вул. Воздвиженка, 16) за участю 101 делегата. Обраний керівний склад: президент Магомет Ісаєв (Москва), віцепрезиденти Микола Зубков (Москва), А. І. Маковський (Москва) Семен Подкамінер (Ленінград), Володимир Самодай (Москва), відповідальний секретар А. В. Береза. Береза не знав есперанто і був працівником СРТД. Надалі АРЕ так і отримала повної свободи від СРТД, її діяльність дуже контролювали та обмежували.
АРЕ регулярно відправляла делегації та туристичні групи за кордон, особливо до Великої Британії. Але для участи в закордонних заходах головним був не рівень володіння есперанто чи професійні навички, а відповідність партійній лінії та лояльність до влади, оскільки рекомендації щодо закордонних відряджень давали партійні (комсомольські) та профспілкові організації, де працював (навчався) кандидат. Організація видавала інформаційний бюлетень під редакцією віцепрезидента АРЕ Миколи Зубкова, однак перші роки він виходив виключно російською мовою ще й із запізненням. Діяли республіканські відділення. Наприклад, головою Українського республіканського відділення була Катерина Майбурова.
АРЕ не вдалося монополізувати есперанто-рух у СРСР, бо активну діяльність вели окремі незалежні ентузіасти та місцеві організації. Наприклад, майже автономно діяли відділи в балтійських республіках. Незалежно від АРЕ по всьому Союзу виходило близько 20 самвидавних журналів тематики есперанто. Оскільки АРЕ майже не дбала про внутрішню діяльність (видавнича справа, навчання, інформування, збори тощо), а комсомольські та профспілкові патрони дистанціювалися від АРЕ, організація стала не такою активною, як було обіцяно під час створення, багато есперантистів були нею незадоволені.